# 南美灘鼠屬
南美灘鼠屬（Graomys），哺乳綱、囓齒目、倉鼠科的一屬，而與南美灘鼠屬（灰黃灘鼠）同科的動物尚有鹿鼠屬（基考鹿鼠）、艾氏林鼠屬（艾氏林鼠）、地鳴鼠屬（地鳴鼠）、寂鼠屬（寂鼠）等之數種哺乳動物。